# Kemalistische historiografie

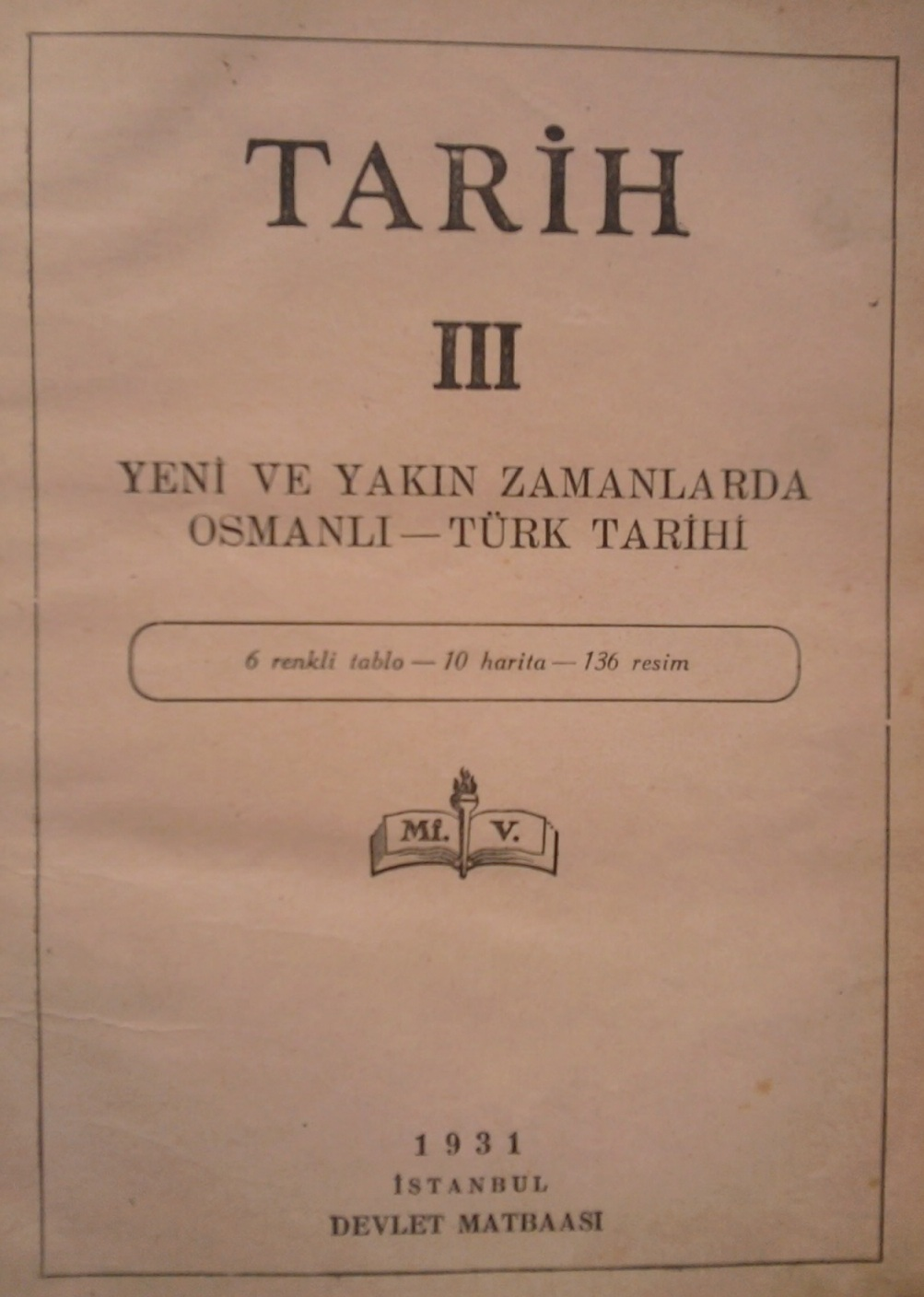
Turks geschiedenisboek dat tussen 1931 en 1941 werd gebruikt

Kemalistische historiografie (Turks: Kemalist tarihyazımı) is een historisch narratief dat gebaseerd is op de zesdaagse speech van Mustafa Kemal Atatürk (Nutuk). Het belangrijkste doel van deze historiografie is dat "De politieke visie en wil van Mustafa Kemal worden naar voren gebracht in de historische discussie, wat bijna onveranderlijk leidt tot persoonlijkheidsverering. In deze versie van heldenverering dankt Turkije zijn bestaan alleen aan zijn leiderschap."

## Nutuk
De Nutuk legde de basis voor historische en moralistische lessen voor de inwoners van de Turkse Republiek. Twee overtredingen lagen volgens Atatürk aan de basis van de ineenstorting van het Ottomaanse Rijk. In de eerste plaats faalde de Ottomaanse overheid in het representeren van de belangen en de aspiraties van de Turken. Volgens Atatürk vormden de Turken demografische en historische de belangrijkste groep van het rijk. Het rijk zou echter ondermijnd zijn door de belangen van minderheidsgroepen zoals Grieken en Armenen.
In de tweede plaats had de koninklijke familie, met name de laatste sultan Mehmet VI, de Turkse natie verraden door grondgebied en soevereiniteit af te staan aan de geallieerden. In plaats van de strijd aan te gaan met deze naties had de sultan getracht om Atatürk en de Turkse Nationale Beweging te dwarsbomen om daarmee zijn troon te behouden. Vanwege deze en andere fouten was het rijk omver geworpen.

## Ontwikkeling historiografie
In 1934 werd op de campus van de Universiteit van Istanbul het Instituut voor Revolutionaire geschiedenis opgericht en ontwikkelde zij een eerste wetenschappelijke collegereeks over de val van het Ottomaanse Rijk en de nasleep daarvan. Hierin werd de periode van 1918 gepresenteerd als een strijd die de loyale Turkse natie tegen een groot aantal interne en externe vijanden plaatste. Hierbij werd ook een lijst gegeven van verraders en rebellen die de Turkse Beweging ondermijnden: Grieken, Armenen, Koerden, Arabieren en reactionairen. Deze groepen waren allemaal even schuldig aan de pijn en de vernedering die de Turken hadden moeten ondergaan.
De Turkse overheid zou in de decennia die volgde grote invloed blijven uitoefenen op de geschiedschrijving. De meeste memoires die verschenen verschenen uit de kring rondom Atatürk bleven het narratief van hem onderschrijven en ondersteunen. Memoires die in tegenspraak hiermee werden onderdrukt of verboden. De Kemalistische benadering van de Turkse geschiedenis kreeg ook in West-Europa navolging. De Duitse oriëntalist Ernst Jäckh introduceerde deze benadering aan een groter publiek. Historicus Bernard Lewis valideerde eveneens deze historische benadering in zijn boek The Emergence of Modern Turkey in 1961.
Een eerste draai in de Turkse geschiedschrijving vond plaats in de jaren 1970. In reactie op de moordpartijen van de ASALA werd de Armeense Genocide een thema in de Turkse buitenlandpolitiek. De staat besloot hierop te reageren door onder andere publieke herdenkingen en het uitbrengen van geschiedenisboeken. Na de staatsgreep in Turkije in 1980 vond er een tweede draai plaats. Het leger wilde de Turkse burgermaatschappij herontwerpen door die waarden op te leggen wat zij "Atatürkisme" noemde. Vele wetenschappers werden gezuiverd van de universiteiten en vele daarvan kwamen in de private sector terecht. Dit zou in het midden van de jaren 1990 leiden tot de oprichting van private universiteiten.
Pas sinds enkele jaren wordt het heersende narratief bediscussieerd. Een belangrijke aanzet hiertoe werd gegeven door het vergroten van de openbaarheid van archiefstukken uit het Turkse Nationaal Archief. Daarnaast bestaat er sinds de verkiezing van Recep Tayyip Erdoğan in 2003 een hernieuwde belangstelling voor het Ottomaanse verleden. Ondanks deze belangstelling en de nieuwe revisionistische geschiedschrijving is het onderwijslandschap in Turkije nauwelijks veranderd. De "Geschiedenis van de Revolutie" blijft een verplicht vak binnen het Turkse staatsonderwijs.

## Armeense Genocide
Het Turkse historische narratief heeft ook invloed op in welke mate Turken verslagen van "minderheden" accepteren over het einde van het Ottomaanse Rijk. Een tekenend voorbeeld daarin is hoe weinig geaccepteerd de Armeense Genocide in Turkije is. Zo gelooft slechts 9 procent van de Turken van een poll uit 2014 dat de Ottomaanse regering verantwoordelijkheid droeg voor de genocide. President Erdoğan verklaarde in een speech dat de deportatie van de Armenen "de meest redelijke daad was". Hierbij legde hij de nadruk bij de schuld die de Armenen droegen en het lijden dat de moslims in deze periode ondergingen. Met deze speech greep Erdoğan terug op een al langer bestaande troop binnen de Turkse geschiedenis. Het taboe dat onder meer ligt op de Armeense genocide heeft dan ook invloed op het beschrijven van de Ottomaanse geschiedenis.